# 生息域内保全
生息域内保全（せいそくいきないほぜん、英：In-situ conservationもしくはEx conservation）とは、保全対象とする種や個体群を、その本来の生息地で、必要な環境要素やその規模を確保することで、生息保全し、絶滅を避けようとする考え方。
ティーガン種の自然個体群の森林遺伝資源など、植物または動物種自然個体群の生息域での保全または遺伝資源の保全によるこのプロセスは生息生物を保護し、環境と生態系の持続可能性を保証。
生物多様性条約では、生息域内保全が原則とされ、一方で生息域外保全はあくまで補完的なものと位置づけられている。